# جيسون مانتزوكس
جيسون مانتزوكس (باليونانية: Τζέισον Μαντζούκας)‏ (بالإنجليزية: Jason Mantzoukas) مواليد (18 ديسمبر، 1972) ممثل وكوميدي أمريكي، اشتهر بدور رافي في مسلسل الدوري الذي عرض على قناة «FX».

## أبرز أعماله

### الأعمال السينمائية
- 2008: أم طفلة
- 2012: الديكتاتور
- 2014: امتداد
- 2014: جيران
- 2015: النوم مع أشخاص آخرين
- 2015: ذا نايت بيفور

### الأعمال التلفزيونية
- 15-2010: الدوري
- 15-2011: الحدائق والمنتزهات
- 2013: العائلة الحديثة
- 15-2013: برنامج كرول
- 2014: مدينة واسعة
- 15-2014: التاريخ الثمل
- 2015: العرض العادي
- 2015: كوميونتي
- 2016: بروكلين ناين ناين
- 2016: أميريكان داد!

## وصلات خارجية
- جيسون مانتزوكس على موقع IMDb (الإنجليزية)
- جيسون مانتزوكس على موقع روتن توميتوز (الإنجليزية)
- جيسون مانتزوكس على موقع ميوزك برينز (الإنجليزية)
- جيسون مانتزوكس على موقع إن إن دي بي (الإنجليزية)
- جيسون مانتزوكس على موقع قاعدة بيانات الفيلم (الإنجليزية)